# Xbox One
Xbox One（エックスボックス ワン）は、マイクロソフトが発売した家庭用ゲーム機。略記にはXONE、XB ONEなど。

## 概要
2013年5月22日（日本時間）、北米シアトルにてXbox 360の後継機種として発表。コードネームはDurango。次世代のオールインワンのゲーム & エンターテイメントシステムを謳い、Xbox Oneと名付けられたとされる。本体のデザインは前世代の『Xbox 360 E』に近いものとなっている。
CPUにはAMD製Jaguarを採用するなどハードウェアは比較的オーソドックスな作りでありながら、OSについては基盤となるホストOS上で2つのWindows 8（2015年以降はWindows 10）ベースの仮想OSが同時に動作し、合計3つのOSが連携して動作する特異な設計となった。極めて複雑な構造のOSとなったため単純にハードウェアの性能を引き出す面においては不利となるが、開発環境の進化やメディア規格、過去世代のハード（Xbox 360など）との高い互換性の確保を実現した。
当初はKINECTを標準で同梱すると発表するもライバル機種に比べて価格面での不利と評され、DRMに関する取扱いについてもユーザー、大手小売店などの反発により変更を余儀なくされた。こうしたコンセプトのブレは販売面において不利となった。そのため、2014年3月にはドン・マトリック氏、マーク・ホイッテン氏などと交代でフィル・スペンサー氏がXbox全般のチーフに就任した。
北米をはじめとする13か国において2013年11月22日に発売。日本においては実に9ヶ月以上の遅れとなる2014年9月4日まで待たされる結果となった。
2016年6月に行われた Electronic Entertainment Expo（E3）にてマイナーチェンジ機種となるXbox One S、加えてハイエンド版であるコードネーム「Project Scorpio」（プロジェクト・スコーピオ：後のXbox One X）を発表。両者からはKinect専用端子が削除(互換性のみ保障)されるなどKinectとの決別、純粋なゲーム機としての強化が図られた。特にXbox One Xは日本においても遅延なく発売され、Xbox史上初めて日本がTier1に加わる事例となった。

## 沿革

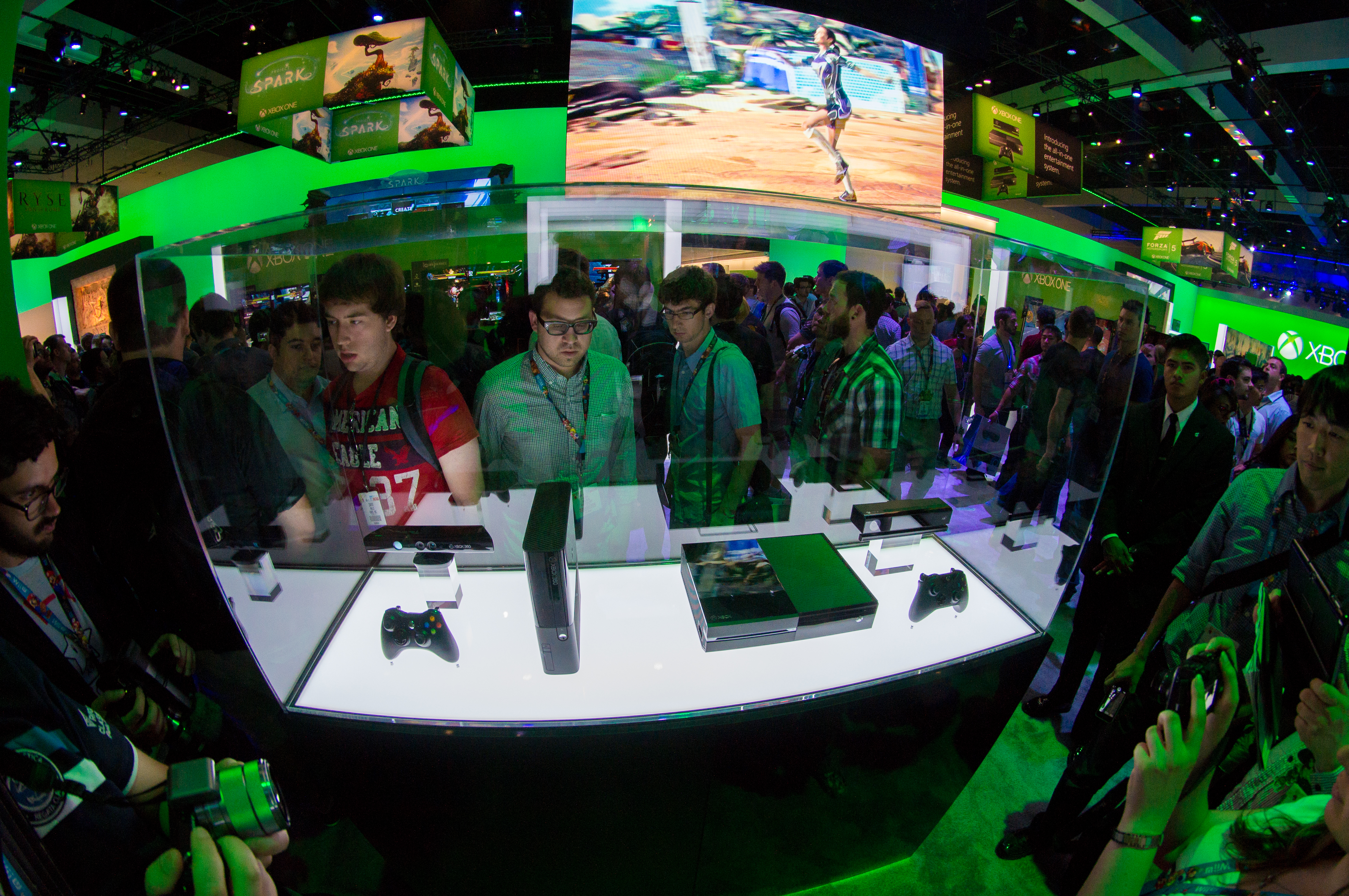
E3 2013に出展されたXbox One

### 2013年
- 5月21日 - マイクロソフト本社特設会場で開催された次世代Xboxの発表イベントにおいて、Xbox Oneが発表される[15]。
- 6月10日 - Electronic Entertainment Expo（E3）にて、価格、発売時期、パッケージ内容、ゲームソフトのラインナップが発表される。マイクロソフトは2013年11月、世界21か国にてXbox Oneを発売するとした。
- 6月19日 - パッケージソフトウェアのDRMの撤回が発表される。
- 8月14日 - マイクロソフトはローカライズ、需要への対応等[16]で2013年11月の発売国を当初発表の21か国から13か国に減らし、8か国での発売を2014年に延期すると発表した。
- 11月22日 - 北アメリカ・ヨーロッパ・オセアニアの13か国で発売される。発売後24時間以内に100万台を販売した[17]。同日、インターネットニュースサイトにより光学ドライブの動作不良が報じられる。マイクロソフトはこの問題について、ごく少数の顧客に影響するものとした[18][19]。
- 12月11日 - 発売後の最初の18日間で200万台が販売されたと発表される[20]。

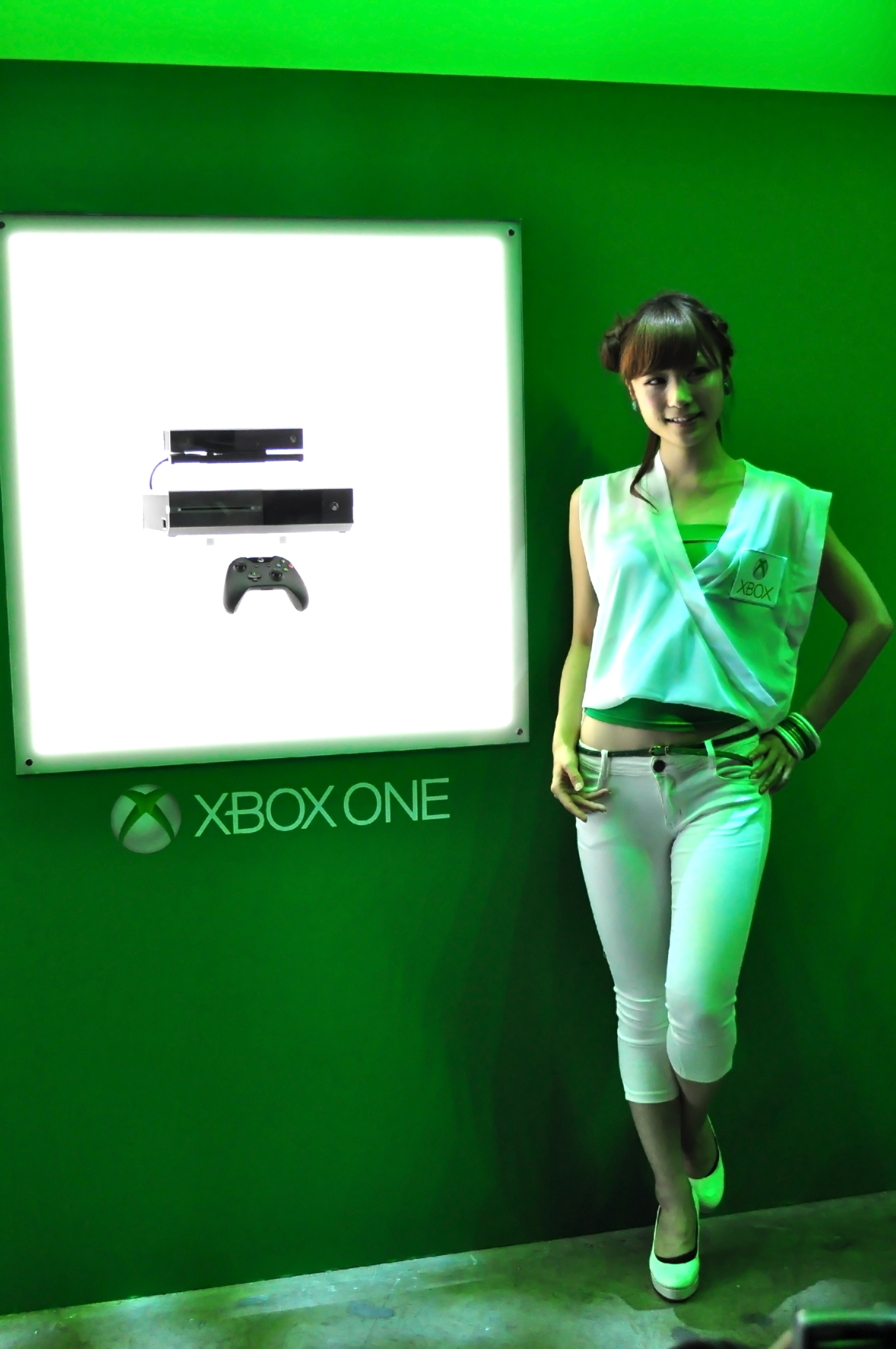
東京ゲームショウ 2013での展示（写真の人物は岩田明子）

### 2014年
- 3月18日 - 日本を含む26か国でも2014年9月に発売されることがXbox公式コミュニティサイトで発表される[21][22]。
- 4月17日 - 小売業者への出荷台数が500万台に達したと発表される[23]。
- 4月23日 - 日本を含む26か国で2014年9月4日に発売されることを日本マイクロソフト株式会社が発表した[24]。
- 5月13日 - Kinectを同梱しないXbox One本体セットを2014年6月9日に発売する旨が発表される[25]。
- 9月2日 - チリ、コロンビアで発売[26]。
- 9月4日 - 日本で発売[27]。なお、9月4日から9月7日までの4日間における日本での販売台数は2万3562台（『ファミ通』調べ）[28]。
- 9月5日 - ベルギー、チェコ、デンマーク、フィンランド、ギリシャ、ハンガリー、オランダ、ノルウェー、ポーランド、ポルトガル、サウジアラビア、スロバキア、スウェーデン、スイス、トルコ、アラブ首領国連邦で発売[26]。
- 9月15日 - イスラエルで発売[26]。
- 9月20日 - 中華人民共和国での発売日を9月23日から2014年内に延期することが判明[29]、のちに9月29日発売と発表される[30]。
- 11月20日 - 英国での実売が累計100万台に達したと報道される（GfK Chart-Track調べ）[31]。

### 2015年
- 6月16日 - Xbox 360との後方互換に対応したタイトルが初めて登場する。ただし、対応タイトルはオンライン認証が2023年現在も必須となる。[32]
- 11月12日 - 内部OSがWindows 10ベースに変更される。[33]

### 2016年
- 6月14日(現地時間13日) - E3にて新モデル「Xbox One S」と、ハイエンド版であるコードネーム「Project Scorpio」（プロジェクトスコーピオ）が開発中であることを発表。
- 9月1日 - 日本で台数限定の「期間限定Xbox One本体セールキャンペーン」を実施[34]。価格はXbox One 500GBモデルが29,980円（8%消費税込み）、Xbox One 1TBモデルとXbox One Eliteが税別10,000円引きとなる。
- 11月24日 - 「Xbox One S」、日本発売[35]（北米など25ヶ国では8月2日に発売開始[36]）。この本体以降のモデルはDolby Atmos,Ultra HD Blu-ray,HDR,4K出力,DTS-HD,Dolby Vision(One S/One Xはストリーミングアプリのみ）,DTS:Xに対応。Kinect端子は削除されたが、専用USBアダプター経由で接続可能（ただし、Series X/S以降のモデルは不可能。）

### 2017年
この年以降はハピネットが流通から撤退したため、最新の日本向けディスク版のソフトを入手する場合はヨドバシカメラ、通販、駿河屋、ブックオフなどの数少ない店舗・購入通路でしか入手できなくなった。マイクロソフトから直接供給されるほとんどの作品がXbox Game Studios製となる。
- 6月1日(現地時間) - Xbox Game Passのサービスを開始。
- 6月13日(現地時間12日) - E3にて「Project Scorpio」の正式名称が「Xbox One X」であることを発表。
- 7月12日 - 日本でXbox One S 500GB (Minecraft同梱版)の価格を改定。従来参考価格の29,980円(税抜)から27,759円(税抜)に改定された。
- 11月7日 - 「Xbox One X」発売。

### 2018年
- 2月1日 - 日本でXbox One S 1TBソフト同梱版（Forza Horizon 3及びHalo Collection）及びXbox One S 1TB Minecraft リミテッド エディションを29,980 円（税別）と34,980円（税別）にそれぞれ5,000円値下げ。[37]

### 2019年
- 5月7日 - 「Xbox One S All Digital Edition」発売。Xbox One Sから光学ディスクドライブを廃した廉価モデル。

### 2020年
- 4月14日 - 日本にてXbox Game Passのサービスを開始。
- 7月 - Xbox One XとXbox One S All-digital Editionの生産を終了すると発表[38]。
- 11月10日 - 次世代機「Xbox Series X/S」発売。スマートデリバリー対応ディスクの場合はXbox Oneでも使用できる。
- 12月末 - Xbox One Sの生産を終了。これにより、Xbox One全モデルの生産が終了した。[39]

### 2021年
- 11月16日 - Xbox/Xbox 360の後方互換タイトルの追加が打ち切られる。[40]

### 2023年
- 6月16日 - Microsoftのスタジオの管轄下から発売される新作品は今後Xbox One向けには対応せず、Xbox Series X/S以降にのみ対応するようになる。よって、Xbox One世代において、最後のマイクロソフトスタジオ関連の会社から発売された作品はMinecraft Legendsとなる。[41]

### 2024年
- 11月　- Xbox Insider向けに，Microsoftアカウントで購入したダウンロード版の一部作品をXbox Cloud Gamingで遊べるようにする機能が追加[42]。

## ハードウェア
映像出力はOne S登場前の初期型Xbox One が最大1080pで、Dolby Digital、DTS、LPCM5.1/7.1chに対応。Xbox One S、Xbox One Xでは最大2160p（4K UHD 3840×2160）の解像度、Dolby Atmos、DTS:X、Auro-3Dに対応する。
IGNはEurogamerの記事を情報源にして「Xbox One Sはパフォーマンスが11％向上している」と報じたが、あらゆる面で11％のパフォーマンス向上が確認されたわけではなく、この数字は「Project CARS」をプレイした際、3人称視点の追跡カメラのリプレイ映像を分析することで確認されたものだと注意点を書いている。一方で、元の記事ではFallout 4のように性能差がほぼ見られないものもあることが明記されており、パフォーマンス向上はタイトルと描画される場面に大きく依存する。
Xbox One X専用のゲームはないが、専用アセット類やグラフィックス以外の拡張も許容されている（ロゴとしてXbox One X対応「Xbox One X Enhanced」、4K対応「4K ULTRA HD」、HDR10対応「HDR」がある）。
Xbox Oneファミリーのスペックシート
- AMD Jaguar APU 8コア（4コア×2クラスタ）、1.75GHz[52]
- AMD GCN（Graphics Core Next）アーキテクチャベース[52]、12個の演算ユニット（計768コア）
- 容量32MiBのESRAMを搭載[52]
- 4基のMove Engineを搭載[52]
- ハードウェアビデオエンコード・デコード機能[52]
- Xbox 360と同様にゲーム起動中やパーティ参加中にコントローラーにヘッドセットなどをつないで常時ボイスチャットが可能
- HDMI in/out機能[52]
- DDR3メモリ8GB（システム・グラフィックス共用で帯域幅は68.3GB/s、ゲームには5GBを使用可能となる[53]）
- 50Hz/24Hz出力（24fpsはBlu-ray Discなどで有効化）
- 3Dテレビ対応/Blu-ray 3DやXbox 360の3D対応作品の3D出力
- HDMI端子からのステレオLPCM 2ch、ドルビーデジタル、ドルビーアトモス、DTS:Xの出力、S/PDIF端子からのドルビーデジタル、DTS、ステレオ出力、対応プラグインを利用した仮想ヘッドホンLPCM 2ch出力（対応機器が必要）
- Blu-ray Discなどのビットストリーム出力（パススルー）
- IR端子（3.5mm)にIRブラスターを接続可能(Kinectでも赤外線リモコンの代用可）
- 自動低遅延モード（ALLM）、3Dテレビ出力
- インタレース出力は非対応であるが、DVI互換モード(音声出力されない)、全ての場面でのYPbPr/RGB出力切り替えに対応（全場面でのHDR化、ブルーレイのみでのカラーレンジ切り替えは非対応）

Xbox One S以降はさらに以下に対応。
- HDR10/Dolby Vision出力
- 可変リフレッシュレート (VRR)
- 4K出力,1440p (WQHD) 出力
- 120Hz出力（4K画質以外でのみ可能、4K画質のブーストはSeries X/Sが必要）
- YCC 4:2:2 (HDRがうまく表示できないディスプレイ向けの設定[54])
- 画面の色合いを強制的に10bit/12bit出力することが可能。これを設定しても画質が常時HDR級になるわけではない

Xbox One Xはスペックが向上している。主な点は以下の通り。
- AMD Jaguar Evolved APU 8コア、2.3GHz
- AMD GCNアーキテクチャベース、40個の演算ユニット（計2560コア）
- GDDR5メモリ12GB、帯域幅326GB/s[55]

### ストレージ
500GBまたは1TBのHDDを標準搭載。本体に内蔵されており、ユーザーによる交換は不可だが、追加で容量が必要な場合は256GB以上でUSB 3.0に対応した外付けHDDを接続して利用することが出来る。
セーブデータを含むデータはHDDとクラウドの両方に同時に保存される（無料会員でもクラウドに自動で同期される）。クラウドセーブは2020年以降はXbox 360ソフトに対しても全会員に無料で提供されるようになった。

### ディスクドライブ
初代Xbox Oneは、CD,DVD,Blu-ray Disc,およびXbox用、Xbox 360用DVD-ROM、Xbox One用BD-ROM(厳密にはBDのライセンスが取得されていないディスク)に対応している。また、Blu-ray 3Dにも対応。Xbox One S以降はこれに加えてさらにUltra HD Blu-rayに対応した。ディスクケースは2021年までは表面上部に「XBOX ONE」（2020~2021年の一部作品は「XBOX」ロゴ、およびSeries X対応作品は「X」の文字も表面の右上に追記）のロゴが刻まれていたが、それ以降はその上部ロゴが削除され、ジャケットの部分が大きくなったデザインが採用されている。この新デザインは三種類のXbox One用、Xbox Series X用の作品、あるいは両方に対応した作品の区別をしにくくするという問題点も存在。Xbox Oneは全てのゲームディスク（Xbox 360、Xboxの後方互換に対応した全作品含む）がリージョンフリーとなる。また、日本ではハピネットがXbox Oneのディスク販売の流通を承っていたが、2016年ごろに撤退しているため、それ以降に発売されたXbox One用ディスクは入手が極めて困難となり、eBayなどによる輸入品の購入が必要となるディスクも存在する。
Xbox Oneのゲームディスクは2013年のDRMの方針転換などによってマイナーなリビジョンがたびたび発生しているが、基本的には以下の仕様となっている。
- オンラインに一度も接続したことのないXbox One本体は、2022年9月以降にアップデートされたOSでのみXbox One用ディスクのダウンロード・起動が可能であり[60]、それ以前のバージョンのオンラインに接続したことがない本体ではほとんど何もすることができない。
- ディスクはBD-ROMの50GBまで入る媒体が採用されているが、WindowsPCでは絶対に読みだすことができない。
- リージョンロックは存在しないため、どの地域のディスクでもディスク挿入だけでプレイすることが可能である。
- ゲームデータは基本的にリージョンで分けられることはないが、例外としてコール・オブ・デューティ　ゴーストなどはスクウェア・エニックスが字幕版と吹き替え版を分けて日本版配信を行っている。そのため、本体の地域設定を合わせないと日本版のDRM認証が通るゲームデータをダウンロードすることができない作品も存在。
- ゲームデータが50GBを越えている場合は、本編データが部分的にしか収録されていない、または一切収録されていない場合がある。
- One/Series向け作品の言語は、ほとんどの作品において「設定」アプリ内の「システム」、「言語・場所」項目の言語を変更するだけで自動的に変更される。ただし、本体の再起動が必要。
- Xbox 360/Xbox向けのディスクは一部作品のみ後方互換に対応しているため、ディスクをドライブに読み込ませるとゲームデータをダウンロードできるが、ダウンロードしたデータはエミュレーション用にパッチがかかったものであるためディスクを直接読みだしているわけではない。プレイ時も原則オンライン認証が常時必要である。また、リージョンロックもディスクにリージョンコードが記載されていた場合でも撤回された扱いとなる。日本リージョン版では北米と異なるゲームデータを強制的にダウンロードされることもある。

### Kinect

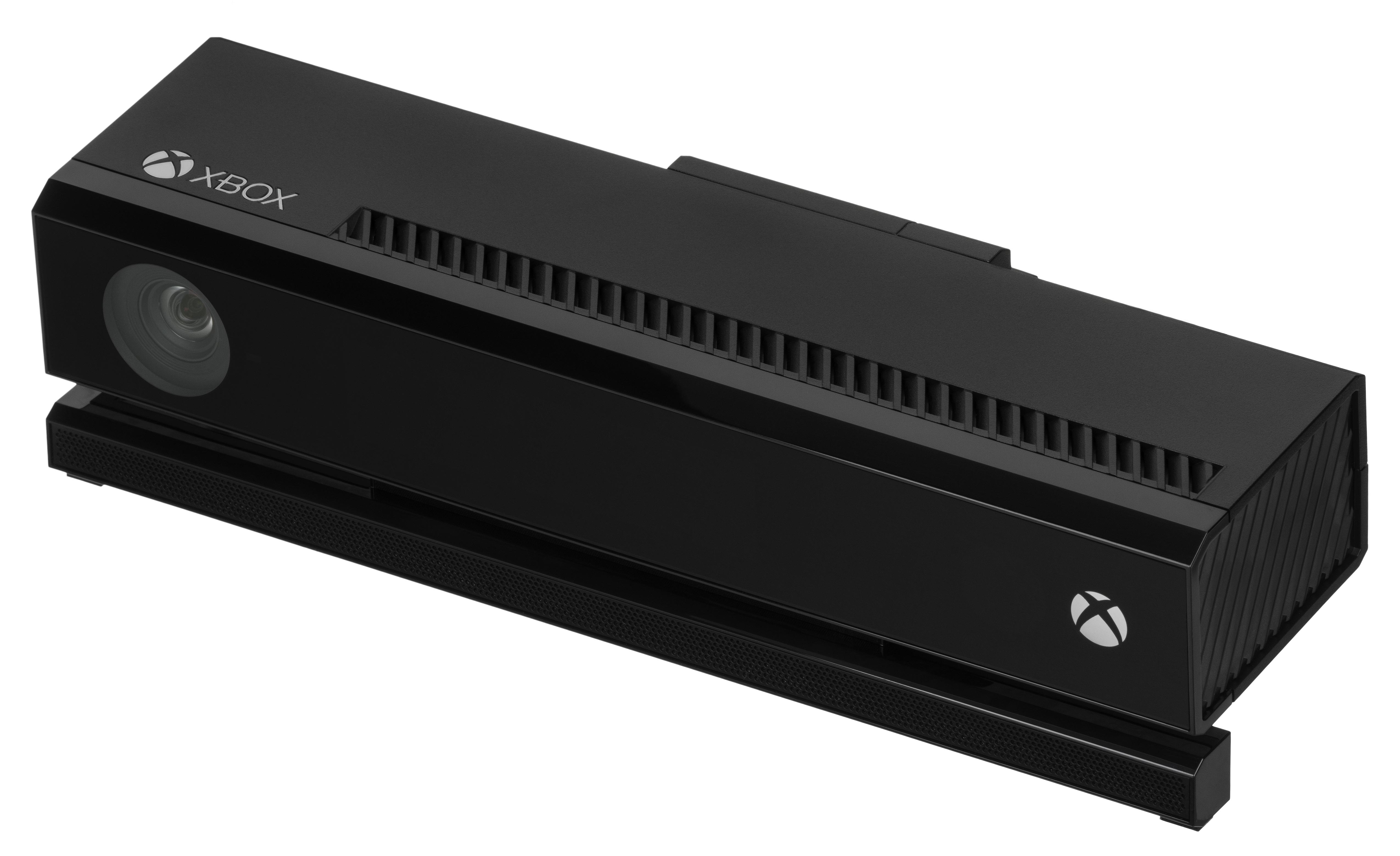
Xbox One用Kinectセンサー

Xbox One Kinect センサーはビデオカメラ・マイクがそれぞれ複数搭載されており、ジェスチャー・音声認識や顔認識、指の動きや皮膚の状態をもトラッキングする。Kinectのシステムは、常にデータを集めアルゴリズムを向上させている。USB規格が3.0に該当するパワーに変更され、Kinectの動作の根幹にかかわる重要なプロセッサをXbox One本体側に内蔵した。
Xbox 360用Kinectとの互換性が無いため、Xbox Oneで使用することはできず、Xbox One Kinect センサーをXbox 360で使用することもできない。Kinectに対応したXbox 360作品はそもそもXbox Oneで遊ぶことができない。
赤外線パターンを人体に照射して赤外線カメラで撮影する機能が搭載され、通常のカメラの情報と組み合わせることで人体の心拍数を測定できるようになった。暗闇でも認識できるようになり、奥行きを高精度に認識できるようになった。奥行き認識は変調された赤外線が照射され物体に反射して撮影されるまでの時差を利用したTime of Flight法で従来のドットパターンの赤外線とは異なる。通常のカメラも解像度1080pと性能がアップしており、従来比6割アップの広角化となったことで、6名までの同時認識が可能となった。スタンバイ状態でも24時間会話を認識しており、話しかけるだけで本体を起動させることができる。発売当初はKinectへ強制的にリソースが割り当てられていたが、現在はそのリソースをゲーム開発に割り当てることが可能となっているためKinectの全機能を必要としないゲームタイトルのパフォーマンスが向上した。この場合も音声認識等は使用可能である。さらに、顔のスキャンによるXbox Networkへのサインイン、赤外線リモコン（IRブラスター）の代用も可能である。
Xbox One S、Xbox One Xでは、Kinect専用の端子が省かれているが、"Kinect アダプター"を経由したUSB噛ませ接続を使うことで接続は可能。
また、2017年をもってKinectの生産をすべて終了し、2010年から始まったXbox周辺機器としてのKinectシリーズの歴史に幕を下ろした。ただし、開発者および法人向けに発売されている開発用Kinectが存在している。

### コントローラー
コントローラーは電池を外して有線接続しても通常通りプレイすることが可能。バッテリーを接続している場合は充電も自動的に行われる。Xbox 360とは異なり、有線接続に関してもUSB MicroB(4世代目以降はUSB-C)ケーブルのみで可能である。

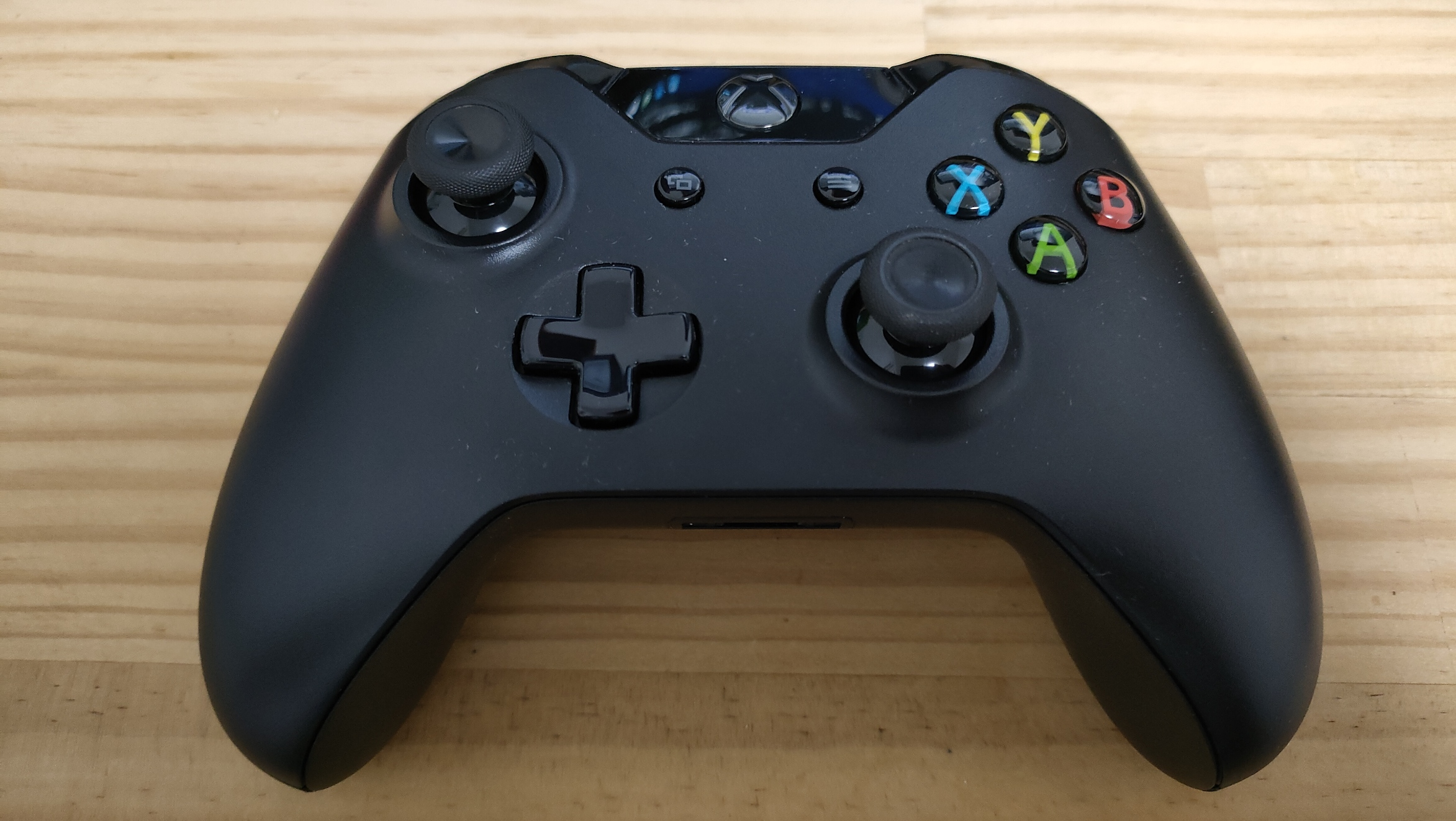
第一世代Xboxコントローラー（ブラック）

第一世代「Xbox One ワイヤレス コントローラー」
Xbox One初期型に同梱された。Xbox 360のコントローラーから40項目以上の改良が施されている。Wi-Fi Directによる通信方式を採用したことで、本体との通信速度が大幅に高速化している。トリガーに触れる左右の指先それぞれに振動を伝えることができるように、振動モーターが左右のグリップ部分に加え、トリガー付近に追加され合計4個となった。アナログスティックの縁が網目状になり、軽く操作できるようになった。単3電池2本で駆動する。電池の収納が縦から横になり、背面がフラットになっている。十字キーは、溝から直接十字のパッドが露出する形状に変更された。Kinectにより、どのコントローラーが、どの位置で操作されているか検知する。これはコントローラー正面に赤外線LEDがあり、それを赤外線カメラで撮影しているためである。micro-USB Type-B端子を搭載しており、USBケーブルで本体と接続すれば無線をオフにして有線コントローラーとしても使用可能である。Windows用ドライバも提供されており、PCでも使用可能。 Bluetoothに非対応であるが、XInputには対応しているため、Windows上のXbox用ゲームでも接続時に正しく認識・プレイすることが可能である。
。360から引き続き電池式であるが、新機能としてLT,RTトリガーにモーターが合計二つ追加された。360製コントローラーと同様に、「プレイ＆チャージキット」の購入で本体にバッテリーを搭載でき、USBケーブルからコントローラーを充電できるようになる。また、コントローラーの拡張端子からボイスチャット用マイク・アタッチメント、小型キーボードを接続できる。
第二世代「Xbox One ワイヤレス コントローラー」
Bluetoothに非対応であるがマイク端子対応型の3.5mmヘッドセット端子が追加され、ヘッドセットアダプターに頼ることなく市販のヘッドセットが使用可能になった。

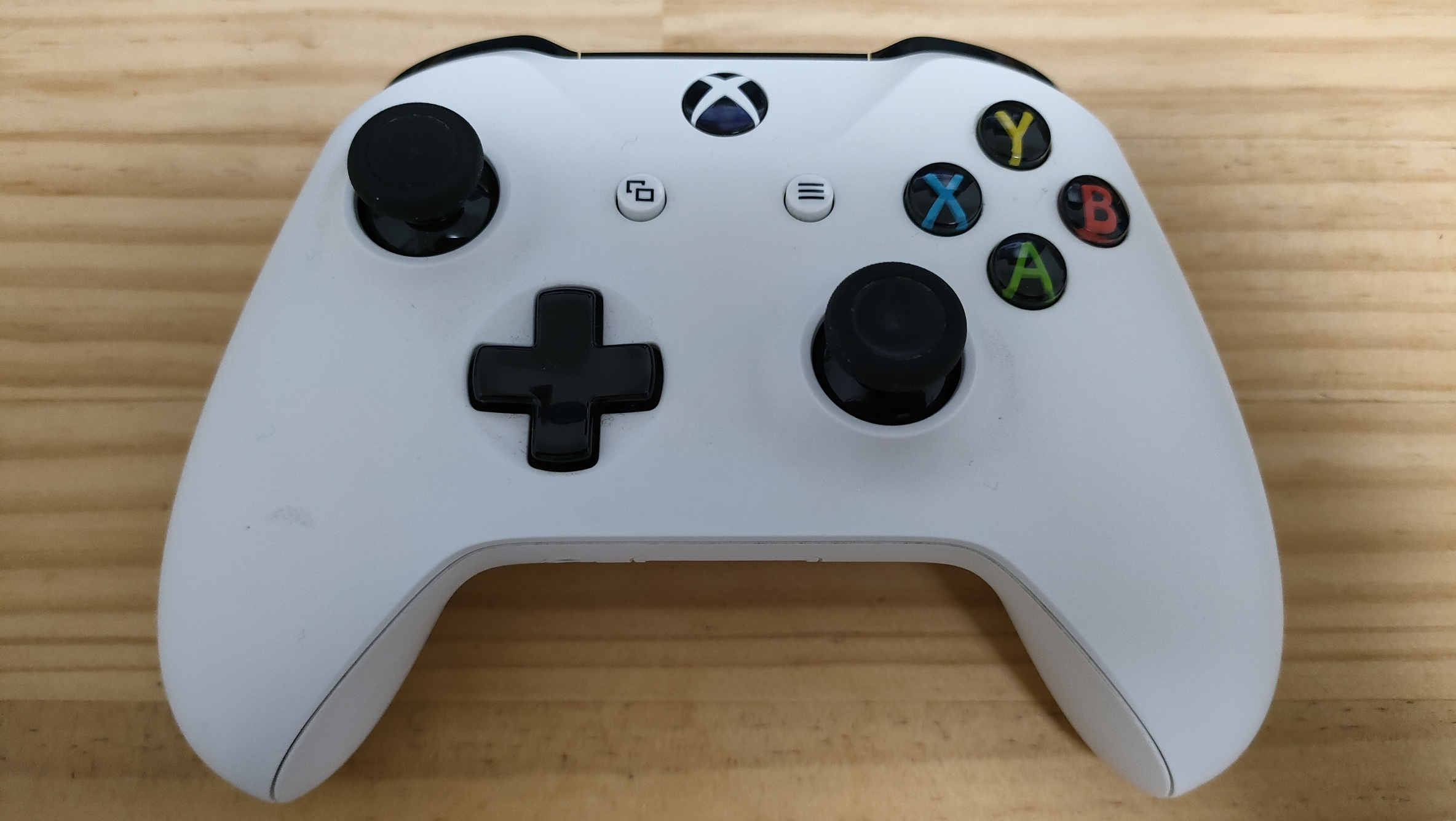
第三世代Xboxコントローラー（ホワイト）

第三世代「Xbox ワイヤレス コントローラー」
Xbox One S、Xbox One Xに標準搭載されるこのコントローラーは、Bluetooth 4.0に対応する。日本では2017年1月27日に「Xbox コントローラー（Windows USBケーブル付）」が登場した。第三世代の商品名は"Xbox One ～"の部分からOneが無くなり"Xbox ～"となった。Bluetoothのペアリングはコントローラーのペアリングボタンを押し、コントローラーをペアリングモードにした(Xboxランプが点滅した)際に自動的に電波が発信される。主な変更点としてはOption/Viewボタンの押し心地の変更、コントローラーの表面のパネルがXboxボタンを囲む形状に変更されたこと、LB/RB/LT/RTのサイズ小型化、コントローラーの滑り止め加工の追加、フォームウェアの変更である。
一度二通りで接続した後、コントローラーのDirect Wi-FiとBluetoothの通信を切り替える場合は、ペアリングボタンをXboxランプが光っているときにダブルプッシュする必要がある（要バージョンアップ）。Bluetoothを新規で接続する場合はランプが光っていない状態でペアリングボタンを約2秒押すとすぐにペアリングモードに移行することが可能。また、コントローラーが接続待機状態・接続状態になっているときにXboxボタンを約5秒以上長押しすることでコントローラーの電源を切ることが可能。ヘッドホン端子を接続した場合、ヘッドホン用立体音響プラグインを導入している場合は自動的にヘッドホン用音源に切り替わる。ヘッドホン端子はCTIPマイクに対応した四端子方式のケーブルを接続可能。
コントローラーのアップデートにより、第四世代Xbox ワイヤレス コントローラー同様にWi-Fi Direct、Bluetoothと接続方法を切り替えることが出来るようになり、Dynamic Latency Inputにも対応した。

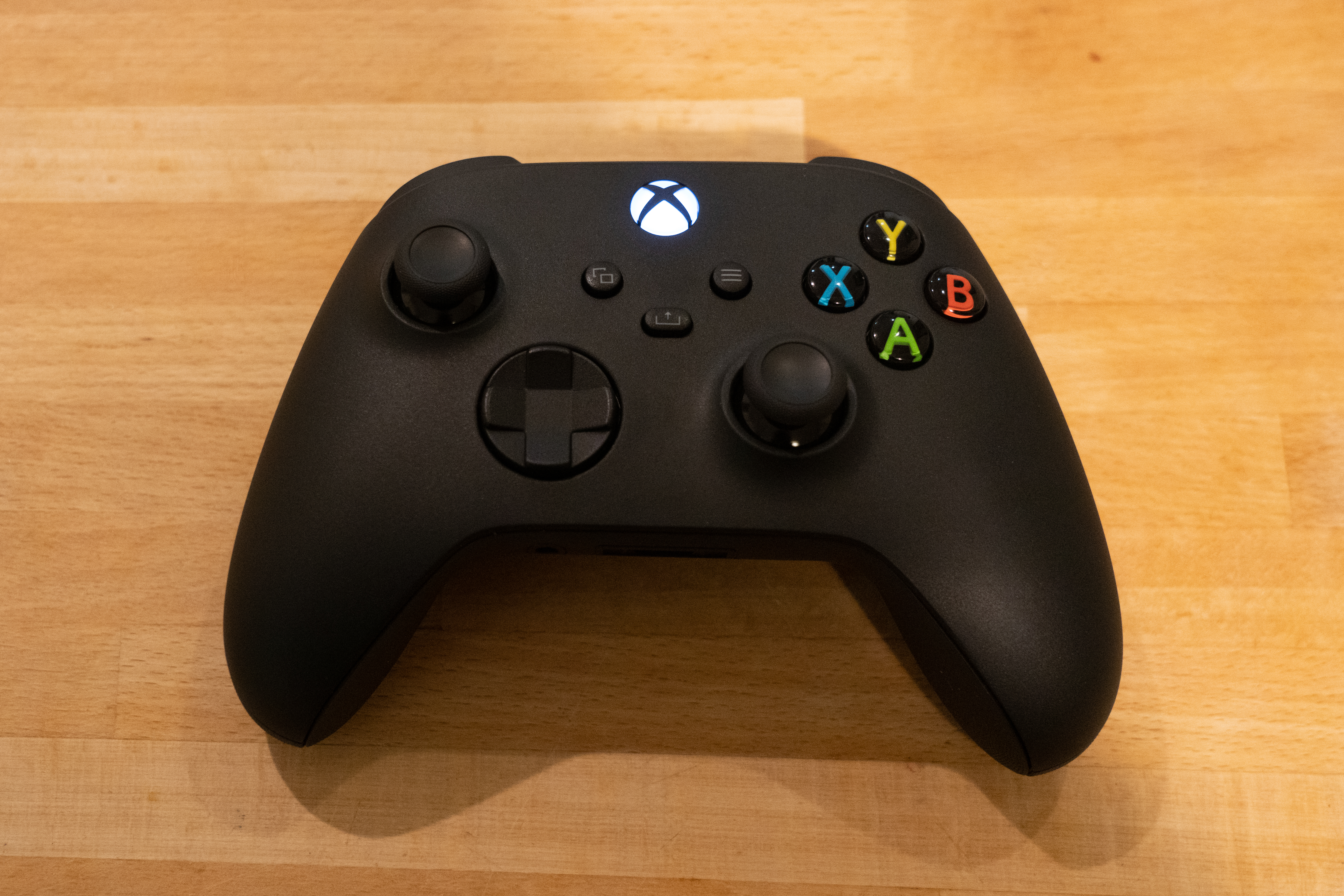
第四世代Xboxコントローラー（ブラック）

第四世代「Xbox ワイヤレス コントローラー」
Xbox Series X/Sと同時発売のコントローラー。Bluetooth対応。Xbox Oneと互換性があるため使用可能である。基本的には第一～第四世代のコントローラーと同じであり、前モデルからの変更点という意味ではソフトウェア面で小幅な改良にとどまっている。シェアボタンが新設され、手軽にスクリーンショットや動画をコミュニティに共有することが可能になった。また、十字キーにXbox 360のような「ハイブリッド方向パッド」が採用され、斜め入力がしやすくなっている。コントローラー形状そのものも全体的に小型化され、第三世代以前のコントローラーのフレームとの互換性もなくなった。また、隠し機能としてコントローラーのスティック・トリガー補正がXboxの設定画面から可能になり、フォームウェア変更を無線接続だけで完了できる。
USB接続端子がUSB Type-Cになり、トリガーとバンパーも滑りにくいマット仕上げに。さらに、触覚ドットパターンが追加され、グリップしやすくなっている。また、平均的な8才の子どもの手のサイズに最適化することにより若干サイズが小さくなり持ちやすくなり、Bluetooth Low Energy（BLE）、Dynamic Latency Inputをサポートした。全体的にXbox Elite ワイヤレス コントローラー シリーズ2に近い仕様になっている。また特別版として「シフトシリーズ」が発売されており、グリップ部分のラバー加工されているものもある。

### コントローラー向け周辺機器
基本的にこれらの機器は第1~4世代のコントローラー全てで互換性がある。拡張端子に接続できる周辺機器はチャットパッド、ヘッドホン用アダプターのみであり、背面パッドの非公式品はコントローラーのUSB端子にケーブルをつなぐ必要がある。
Microsoft Edgeを起動する際などで、マウスやキーボード、その他USBカメラなども接続が可能になるが、それ以外の汎用周辺機器（外付けディスクドライブなど）は認識されても使用することができない。また、レインボーシックスシージやVALORANTのように、マウスやキーボードの接続でゲームにペナルティがかかる作品も存在するため注意が必要。Xboxコントローラーが壊れた場合は、USB有線キーボードでコントローラーのボタン配置を再現することができるため、応急措置として使用することも可能である。
プレイ&チャージ キット
ワイヤレスコントローラーの単3乾電池2本に代えて使用する専用バッテリー パック。充電用ケーブルが付属。
2014年 S3V-00010 (micro USB)
2017年 S3V-00016 (micro USB) S3V-00014（海外版）
2020年 SXW-00004 (Type-C) SXW-00002（海外版）
ヘッドセット アダプター
音量調整、マイクの消音、音量バランスを操作できるボタンを装備。
3.5mmヘッドセット端子を持たない第一世代Xbox One ワイヤレス コントローラーに市販のヘッドセットを接続するためには必須。ゲーム音声とチャット音声の音量を個別に調整できるようになっているため、アダプターに五つのボタンが存在。
Xbox One ボイスチャット ヘッドセット(2014)
片耳タイプのヘッドセット。音量調整、マイクの消音を操作できるボタンを装備。ヘッドホン接続時に、ヘッドセット側の音源をテレビ・アンプ側の音声出力と分離させたい場合は必須となる。
3.5mmヘッドセット端子を持たない第一世代Xbox One ワイヤレス コントローラーでも使用可能。使用されているパーツの数がXbox 360向けのものから大幅に簡略化され、接続端子付近、つまりコントローラーの下に「ヘッドホンの音量調節ボタン」と「マイクミュートボタン」が追加された。マイクのミュート中はオレンジ色のLEDが点灯する。ボイスチャット以外の用途は想定されていないため、ゲーム中の音声を鳴らすことはできない。第二世代以降のコントローラーでは、3.5mm端子にマイク付きヘッドホンを接続してもボイスチャットができるようになったので需要が薄れた。
Xbox ボイスチャット ヘッドセット(2018)
基本性能は前回と変わらないが、コードの根本部分が改良されていたりと細かな改良がされた。
Xbox Oneステレオ ヘッドセット（2014）
両耳タイプのヘッドセット。
下記のヘッドセットアダプターが付属。
チャットパッド(2015)
Xbox 360の流れを引き継いだチャットパッド。3.5mmオーディオ端子も併設。純正品を使用しなければ、コントローラー単体でワイヤレスキーボードとして接続することができない。

### Xbox Elite ワイヤレス コントローラー
オリジナル（無印、第一世代）
「Xbox Elite ワイヤレス コントローラー」はプロレベルを追求し、パーツ交換やカスタマイズ機能が追加されている。
シリーズ 2
「Xbox Elite ワイヤレス コントローラー シリーズ 2」は2019年11月5日に発売されたEliteコントローラーの第二世代。コントローラーのアップデートにより、Wi-Fi Direct、Bluetoothと接続方法を切り替えることが出来るようになり、Dynamic Latency Inputにも対応した。
背面パドルなどの付属品を失くし価格を下げた「Xbox Elite ワイヤレス コントローラー シリーズ 2 - Core」が2022年9月21日に発売された。

### Xbox Design Lab
Xboxワイヤレスコントローラーを自分でデザイン・購入できるサービス。
米国では2016年にスタートし、米国より5年遅れで日本では2022年6月9日よりサービス開始された。現在は第四世代の通常版コントローラーのカスタマイズをすることができるが、2022年10月18日にはXbox Elite ワイヤレスコントローラシーズン2もカスタマイズができるようになった。

### Xbox Adaptive Controller
肢体に障碍があるユーザーを補助し、自由にゲームを操作する為に設計されたゲームコントローラー。対応ハードはXbox OneおよびMicrosoft Windows 10搭載PC。日本国内では2020年1月9日より数量限定でマイクロソフトのオンラインストアにて発売された。アクセシブルゲーミングを推進するマイクロソフトが開発した。巨大な黒い二つのボタンがメインキーとして配置され、僅かな圧力で反応する。19個の3.5mmジャックを搭載し、別売りの外付けスイッチ/ボタン/マウント/ジョイスティック等のユーザーに合ったデバイスを接続し、機能を拡張を行う。従来の「コントローラーを手を握る」という動作は必要なく、プレイヤーの体勢を問わずプレイ可能となっている。デバイスをマウントし、ベッドや壁に固定させることも可能。底面には車椅子用アタッチメントの標準仕様である3つのネジ穴がある。

### コントローラーとその他周辺機器
ワイヤレス コントローラー
　 #コントローラー を参照
コントローラーシリーズは有線・無線どちらでも接続・ペアリングが可能。Xbox 360シリーズのコントローラーとは一切の互換性を持たない。ライセンス品のコントローラーはXboxボタンの存在などといったように特定の規格に沿っていなければならず、こちらもXbox 360との互換性を持たない。3.5mmヘッドホン端子が搭載されている場合もあり、CTIA方式のマイクが付いたケーブルも接続できるが、ハイレゾ音源は非対応。
Elite ワイヤレス コントローラー
#コントローラー を参照
Kinect センサー
#Kinect を参照
赤外線端子を内蔵し、マイク入力による本体のリモート起動などが可能になる。
Xbox Adaptive Controller
肢体に障碍があるユーザーを補助し、自由にゲームを操作する為に設計されたゲームコントローラー。対応ハードはXbox OneおよびMicrosoft Windows 10搭載PC。日本国内では2020年1月9日より数量限定でマイクロソフトのオンラインストアにて発売された。アクセシブルゲーミングを推進するマイクロソフトが開発した。巨大な黒い二つのボタンがメインキーとして配置され、僅かな圧力で反応する。19個の3.5mmジャックを搭載し、別売りの外付けスイッチ/ボタン/マウント/ジョイスティック等のユーザーに合ったデバイスを接続し、機能を拡張を行う。従来の「コントローラーを手を握る」という動作は必要なく、プレイヤーの体勢を問わずプレイ可能となっている。デバイスをマウントし、ベッドや壁に固定させることも可能。底面には車椅子用アタッチメントの標準仕様である3つのネジ穴がある。
Xboxワイヤレスヘッドセット（2021）
両耳タイプのワイヤレスヘッドセット。
Xbox One各種、Xbox Series X/Sにオプションを用いずワイヤレス接続可能で、更にBluetooth接続にも対応。両者は同時に入力可能。
Xbox One各種、Xbox Series X/S、Windows PCのいずれにおいてもWindows Sonic、Dolby Atmos、DTS Headphone: X などの立体音響テクノロジに対応。Dolby Atmos、DTS Headphone: X 使用時はMicrosoft Storeにて販売されている有料アプリを購入する必要がある。

### Xboxワイヤレスヘッドセット（2024）
両耳タイプのワイヤレスヘッドセット。2021年発売モデルのマイナーチェンジ版。
前作同様、Xbox One各種、Xbox Series X|Sへワイヤレス接続が可能で、Bluetooth5.3接続や立体音響にも対応。更に連続使用時間が約20時間へ伸び、自動ミュートと音声分離が改良されたマイクが搭載され、 Qualcomm S5 Gen 2を搭載したことで超低遅延のワイヤレス接続が可能になった。
また、前作とは異なり追加費用なしでDolby Atmosに対応する（DTS Headphone: X利用時には、追加費用あり）。
Xboxステレオヘッドセット（2021）
両耳タイプのヘッドセット。
Xboxワイヤレスヘッドセット（2021）からワイヤレス機能を取り除いたものと同等の機能を有する。
ワイヤレス アダプター for Windows 10
Windows PCのUSB端子に接続し、同時に最大8個のXboxワイヤレスコントローラーを使用できるアダプタ。
XboxワイヤレスコントローラーをBluetooth接続するとコントローラーに接続する各種アクセサリー類はサポートされないが、こちらを経由させることでこれらのアクセサリ類も使用可能になる。
縦置きスタンド
Xbox One S、Xbox One Xをそれぞれ縦置きするための専用スタンド。形状の違いでXbox One S用縦置きスタンドはXbox One Xに使用できず、その逆もまた不可能である。
Xbox One メディア リモコン
Blu-rayやDVDの視聴、動画視聴アプリで動画や音楽使うときの操作を、片手で簡単に行うことができるようになる。ディスクイジェクトはリモコンだけで行うことができず、音量連動などは3.5mm端子のIRブラスターかKINECTも必要になる。
Windows 10 PC 用 Kinect アダプター
Xbox One S、Xbox One XまたはWindows 10以降のPCでXbox One Kinectを使用できるようにUSB接続するアダプター。

## バリエーション

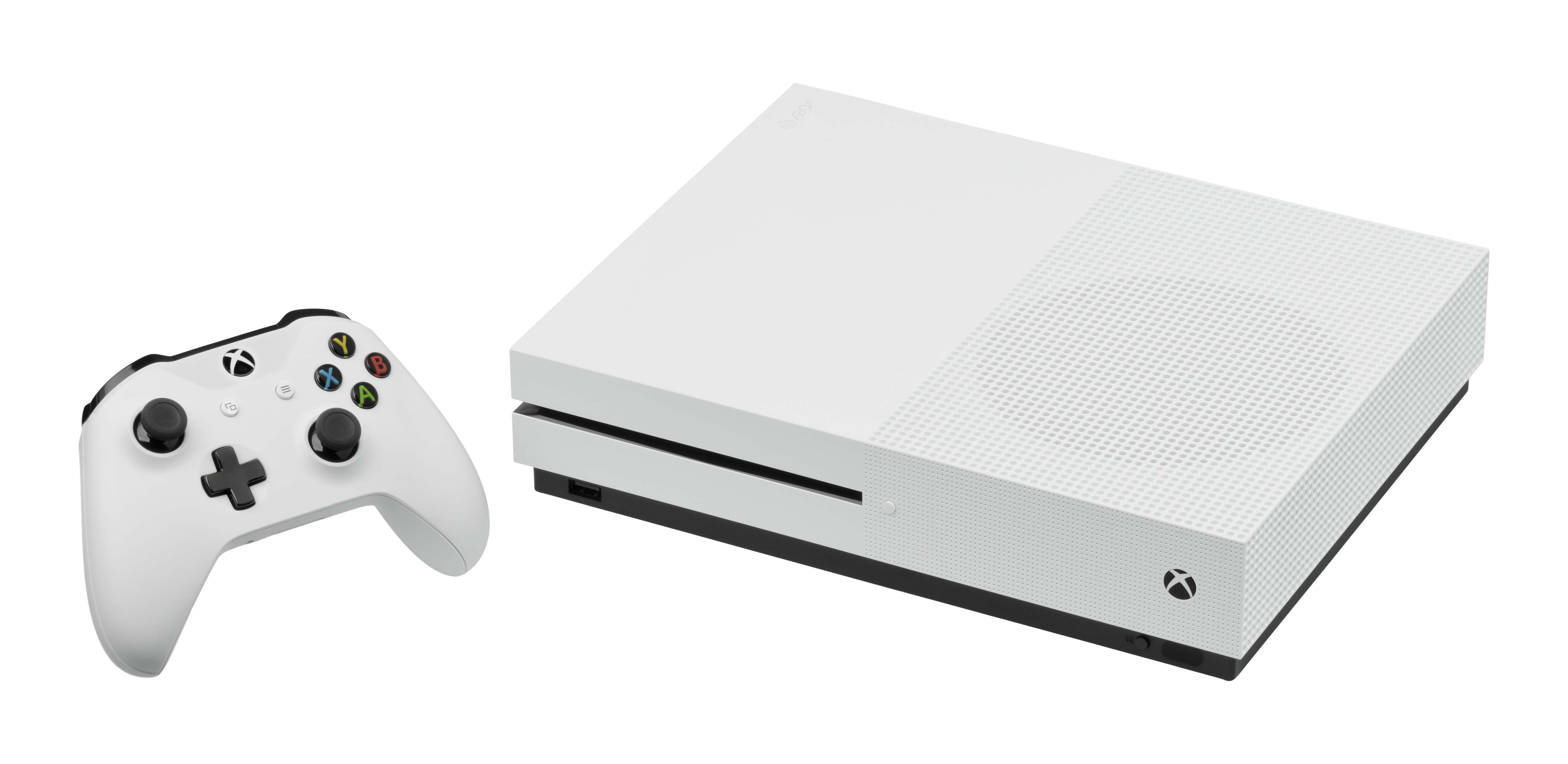
Xbox One S

| 名称                           | 概要                                                                                | 発売時期 ()内は日本    |
| ------------------------------ | ----------------------------------------------------------------------------------- | ---------------------- |
| Xbox One (初期型)              | 初期型、Kinect端子を直接内蔵                                                        | 2013年11月 (2014年9月) |
| Xbox One S                     | 普及型、初期型から小型化し一部性能向上、4K・HDR対応、UHD BDドライブ対応、縦置き対応 | 2016年8月 (2016年11月) |
| Xbox One X                     | 高性能型、最上位機種、一部ゲームのネイティブ4K化                                    | 2017年11月             |
| Xbox One S All Digital Edition | 廉価型、Xbox One Sから光ディスクドライブを廃した。                                  | 2019年5月              |

アメリカ大陸、ヨーロッパ、オセアニアの13か国では2013年11月22日に発売された。日本では2014年9月4日に発売された。
従来のKinectシステムから新たに再設計された「Xbox One Kinect センサー」が同梱されていたが、2014年6月からは同梱しない本体セットの販売も始まり、その後Kinectセンサーは生産終了となった。
初期型Xbox Oneの他に、小型化・電源内蔵・4K/HDRビデオや「Ultra HD Blu-ray」の再生・HDRゲームに対応したXbox One S、4K解像度世代 (True 4K) のゲームに対応したXbox One X、Xbox One Sから光学ディスクドライブを廃したXbox One S All Digital Editionがある。
|                                                                  | Xbox One X    | Xbox One S    | Xbox One S All Digital Edition | Xbox One        |
| ---------------------------------------------------------------- | ------------- | ------------- | ------------------------------ | --------------- |
| 電源内蔵・小型化 (初期型比)                                      | 電源内蔵 小型 | 電源内蔵 小型 | 電源内蔵 小型                  | 電源別体 初期型 |
| HDRゲーム、 4K/HDR10/Dolby Visionビデオ再生 1440pまでの120Hz出力 | ○             | ○             | ○                              | ×               |
| RGB・DVI出力                                                     | ○             | ○             | ○                              | ○               |
| Ultra HD Blu-ray再生                                             | ○             | ○             | ×                              | ×               |
| ディスク版ゲーム、 Blu-ray Disc /DVD/CD再生                      | ○             | ○             | ×                              | ○               |
| Xbox One X Enhanced （ゲーム内のネイティブ4K出力など）           | ○             | ×             | ×                              | ×               |
| ドルビーアトモス、DTS:X、Auro 3D、非圧縮5ch,7chの音源出力        | 〇            | 〇            | 〇                             | 〇              |
| コントローラーからの3.5mm端子による音声出力・ボイスチャット      | 〇            | 〇            | 〇                             | △               |

Xbox OneにおけるBlu-ray Discのビットストリーム出力は2017年以降の本体アップデートで対応。Dolby Atmos for Headphones,DTS Headphone:Xは特定の方法でインストールしたアプリケーションの内部で1700円以上の課金が必要。
Xbox One + Kinect
2013年11月22日発売。日本では2014年9月4日に発売された。
スペシャルエディションとして「Day One Edition」が2013年11月22日に発売。「Day One」と印刷された限定版ワイヤレスコントローラー、Day Oneデカール、「Day One 実績」の解除コードが付属する。日本では2014年9月4日に発売され、先行販売地域のDay One Editionの付属品に加え、『Titanfall』と『Kinect スポーツライバルズ』の利用コードが同梱された。
「Xbox One 500GB + Kinect」は2016年1月28日と2016年9月1日に発売。Xbox One 500GB本体にKinect、『Kinect スポーツ ライバルズ』『Zoo Tycoon』の利用コードが同梱された。Xbox 360（初代モデル）からこのモデルが登場するまで、全てのXboxコンソールにACアダプターが存在した。
「Xbox One Elite」は1TBのSSHD内蔵と「Elite ワイヤレス コントローラー」を同梱し、2015年11月19日に発売。
Xbox One
2014年6月9日に発売。日本ではローンチ直後の事実上の標準モデルであり、2014年9月4日に発売された。コール　オブ　デューティ　アドバンスド・ウォーフェアを模したデザインの本体や、白色の本体も存在。
Xbox One S
2016年11月24日発売。本体の体積が約40%減少する小型化がなされ、外部にあったACアダプターも本体に内蔵された。また、ゲーム起動中の性能は少ししか上昇していないが、HDMI規格が1.4から2.0に進化したため4K映像出力やUltra HD Blu-rayに対応した。また、電源ケーブルはPS2やPS5でもよく使用され、初代Xboxでも使用された二軸ケーブルとなった。One用ACアダプターと同様に、サージ検知やアース線の役割を果たす装置が内部電源に内蔵されているため、アース線のケーブルは用意する必要がない。
2016年11月24日「Xbox One S 1TB（『Halo Collection』同梱版）」、2017年1月26日「Xbox One S 500 GB（『Minecraft』同梱版）」、2017年2月23日「Xbox One S 1 TB（『Forza Horizon 3』同梱版）」、2018年2月20日「Xbox One S 1TB（ 『PlayerUnknown's Battlegrounds』同梱版）」。

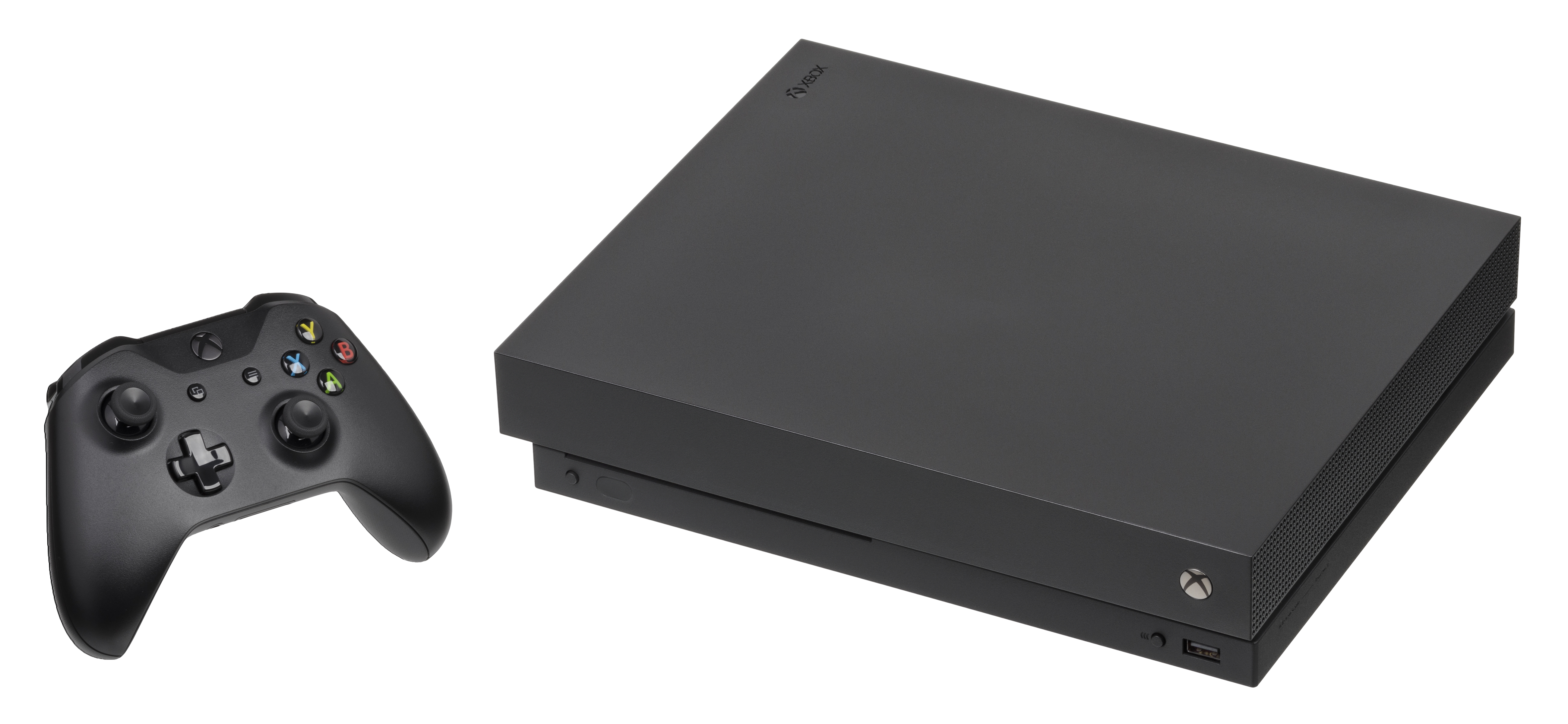
Xbox One X
ゲームのプレイ中の性能が4K画質相当に強化されたXbox Oneのモデル。全体的な性能もPS4 Proを上回っている。2017年11月7日に日本を含め世界同時発売。なお日本では時差の関係で、全世界で最も速く発売される。これは歴代Xboxシリーズ初となる。これとは別に、本体及びコントローラーに開発時点でのコードネームである「Project Scorpio」ロゴとドット パターンによるグラデーションを施したスペシャル デザインの本体に、同じく「Project Scorpio」ロゴを配したコントローラー、専用縦置きスタンドをセットにした初期限定モデル『Xbox One X Project Scorpio Edition』（プロジェクト スコーピオ エディション）も同日限定発売となる。なお、2018年11月8日には本体の上部色をオフホワイトにした「Xbox One X ホワイト スペシャル エディション」を数量限定で発売。同日に、カラーをホワイト スペシャル エディションと同じオフホワイトでまとめた「Xbox Elite ワイヤレス コントローラー (ホワイト スペシャル エディション)」も同じく数量限定で発売される。
Xbox One S All Digital Edition
2019年5月7日発売。Xbox One Sから光学ドライブを省いたもので、1TBのHDDを搭載したもの。『Forza Horizon 3』と『Minecraft』のダウンロードコード付属。

### 互換機
Xbox Series X/S

Xbox Series X/Sはスペックが大幅に向上しているが、互換性の都合上OSは共通のものとなっている。Xbox Series X専用BD-ROMはXbox Oneに挿入してもエラーが発生して起動できないが、スマートデリバリー対応作品は双方のハードで別のエディションが起動可能。シリーズX/SではXbox Oneフォーマットの全てのゲームを起動できるが、Xbox One向けKinectを必ず使用しないといけない作品とEA Play Hub、Oneguideのみ起動が不可能。

## 内蔵ソフトウェア・サービス

### OS
3つのOSが用意され、ゲーム用のXbox OS、Windowsのカスタムカーネル（標準Windowsアプリケーションとの互換性は持たないが、ユニバーサルWindowsプラットフォームに対応）、およびそれらを切り替えるためのOS（ハイパーバイザ）が稼動する。このシステムにより、2023年時点ではTwitchを使用したライブストリーミングも可能。
BIOS内のデータには後述するXbox 360向けのエミュレータBIOSもそのまま搭載されている。Xbox OneはXbox 360向けエミュレータをマイクロソフト側でOneの構想も存在していない2007年ごろから開発を始め、One内部にも互換性に対応させるためのチップ（音楽処理のXMAデコーダなど）が埋め込まれる形で360互換を実現することになった。ただし、リージョンロックが存在しないことからすべてのソフトが必ずしもOneで動作するとは限らない状況になっている。
OSの改良は2013年の発売後、2015年（Windows 10ベースに変更）、2017年、2020年、2021年、2023年に行われている。

### Xbox ネットワーク (旧 Xbox Live)
Microsoft Azureと一体化され、30万台のサーバが用意される。セグメントごとのダウンロードやバックグラウンドでの更新ができる。クラウドに処理を一部負担させることもできる。

### Xbox Play Anywhere
Xbox版とWindows PC版のどちらかのダウンロード版を購入すれば、どちらのプラットフォームでもプレイできるサービスである（クロスバイ・クロスセーブに近い）。XboxとWindows PCの境界線のない未来を目指している。ただし、一部のゲーム作品はWindows版とXbox版を分けて販売したり、Windows版のオンラインプレイにXbox Live Gold (Xbox Game Pass CoreまたはUltimate)への加入を強制する作品が存在していたりするため注意が必要。
Achievement
「拡張された実績」システムにより重要な瞬間を録画する。過程の実績も表示する。複数のゲームを跨ぎコミュニティで解除する「チャレンジ」も存在する。
EA Play
エレクトロニック・アーツのXbox One向け定額サービス。Xbox Game PassのUltimateプランに含まれるため、Game Pass向けの一部提供作品と異なり、ほとんどのEA Play作品が有限期間で配信を終了するリスクが少ない。UBISOFT+はアクティビジョン買収の件があってPS Plus側にUBISOFT+のバンドル権利が契約される状態となったため、Game Passには含まれていないが、通常のGame Passの中にUBIソフトの作品が一部存在する。

### 後方互換
Xbox 360とのハードウェア的な後方互換はなく、発売時点ではXbox 360用ゲームディスクをそのまま使用することはできなかったが、アバターや実績などを持ち越せる。Xbox 360版アバターはXbox One内のアプリである「Xbox Avatar Legacy」上から姿を編集できるが、アバター用追加パーツの購入は不可能。このほか、後に追加されたXbox One以降のXboxでプロフィールメニューを表示した場合にのみ登場する新型アバターも存在する（編集は「Xbox Avatar」から可能。）
2015年のアップデートにて、エミュレーター上で調整されたXbox 360のOS、およびエミュレーター側に内蔵されたゲームをそのまま起動する形で、後方互換機能が実現した。ただし、すべてのゲームが動作するわけではなく、人気作を中心とした一部のゲーム（特に海外製のゲーム）のみの対応となり、Xbox Oneの機能追加（2015年）から随時、互換対応タイトルの追加がなされてきたが2021年11月16日をもってタイトルの追加は終了した。これにより、最終的に全Xbox 360作品のうち約29％が後方互換に対応することになった。 Xbox(初代）のごく一部の作品も2017年から互換に対応しているが、ダウンロード版の初代Xboxソフトは別途購入が必要。

### Xbox One X Enhanced
Xbox Oneタイトルに高解像度、より速いフレームレート、改善されたテクスチャなどのアップデートを行ったタイトルのことでXbox One X対応作品では最大16倍、それ以外の作品では最大4倍の解像度に高解像度化されて動作する。グラフィックの飛躍的な向上が行われるが、通常のXbox Oneで起動する場合のゲームデータと同一である。

### HDR
Xbox One S以降はHDR10,Dolby Visionに対応。HDRは「設定」アプリからHDR10,Dolby Visionを許可した後、HDR調整用の専用アプリケーションから明度の調整を行う。

### メディアディスクの挿入
Xbox Oneでは、Xbox 360から引き続きCD,DVD,Blu-rayの読み込みに対応。ただし、8cmディスクは非対応となった。DVD、Blu-ray Disc、Ultra HD Blu-rayについては「Blu-ray Disc」アプリケーションをMicrosoft Storeからダウンロード・起動することで視聴できる。ただし、One Sではまれに一部のUHDBDを正常に再生できない現象が発生したことがある。Xbox OneシリーズではBlu-ray 3Dを正常に再生できるが、Series Xでは再生できない。
ゲームディスクの場合、対応するXbox/Xbox360用ディスク、またはXbox One用ディスクの挿入でプレイが可能であるが、ディスクを外すとゲームが強制終了する。Series X専用ディスクは読出しは可能であるがプレイは非対応である。

### テレビ放送（OneGuide)
アメリカにおいては、ケーブルテレビチューナー→テレビと接続されているが、これをケーブルテレビチューナー→Xbox One→テレビと接続することでテレビ放送に関連した情報などをオーバーレイ表示できる機能があり、「OneGuide」という名のアプリでXbox Oneシリーズ上に存在する。これはNFLの中継で試合の情報を提供したり、連動ゲームをプレイできるサービスで利用される見込みである。またテレビの電源からケーブルテレビのチャンネルの切替まですべて音声で操作できる。チャンネルの変更には専用のテレビガイド（EPG）サービスも利用できる。Xbox Oneにはゲームと並行してSkypeによる複数間のビデオチャットを同時に行える「Snap」機能があるが、この接続方法によりテレビ放送とゲームも同時に楽しめる。ただし、oneguide内の画面をキャプチャ・ストリーミングすることは2019年末にできなくなり、放送とoneguideが連動する機能は2021年5月に終了した。入力可能な音源は2ch LPCMおよびドルビーデジタルのみである。ドルビーデジタル5.1chを入力させる場合は設定の変更が必要。アメリカのATSCで放送される外付けチューナーをUSBでXbox One本体に接続し、視聴することも可能である。
日本国内においては発売時点では対応せず、将来的に実現するものと公表されている。ソリューションとしてピクセラのPIX-BR310W/PIX-BR310W-Xがある。

### ID@Xbox
2013年7月、マイクロソフトはインディーズなどが市販のXbox One本体を開発機器として使用し、制作した作品を公開できる（セルフパブリッシング）ようにする計画を発表、Xbox Live、Kinect、クラウド、実績にも対応するとした。「全ての人がクリエーターに」というマイクロソフトのビジョンによる一環であった。約1年後の2014年7月、マイクロソフトの技術部門担当者の発言として、市販のXbox One本体を開発機器として利用できるようにする計画の撤回が報じられたが、マイクロソフトの広報担当者はこれを否定した。他社のゲーム機版でも同一タイトルを供給する場合（Xbox One・PS4・Wii U版などのクロスプラットフォームで発売する場合）、「Xbox One版が後回しになってはならない」という制約（同時発売条項）が存在し、インディー開発者から制約の撤廃を求める声が挙がっている。逆に、クロスプラットフォームに対応していない作品ではPS版が先に発売されるケースが頻繁に発生している。
ゲームアプリに関してはID@Xboxに参加する必要があるが、それ以外のアプリではUWPアプリと同様で一般の個人開発者でも配信が可能となっている。

### DRM
Xbox OneのDRM（デジタル著作権管理）は反発が相次いだことから発表当初から変更が施されたが、本来は以下の通りで進める予定だった。
- ゲームソフトはHDDとクラウドのライブラリに保存されるため、パッケージ版でも、インストール・オンライン認証を行う必要がある（ディスクレス）[139]。
- 最大で24時間はオフラインでもプレイ可能だが、オフラインのまま24時間が経過するとゲームを起動できなくなるため、1日に1度は認証が必要となる[140]。
- 別の本体からライブラリにアクセスする場合は、1時間に1回の認証が必要となるが、10名まで指定できる「ファミリー」もアクセスできる[139]。
- ソフトの譲渡についてはパブリッシャーが許可したソフトで30日間以上の「フレンド」のみに行える[139]。

ところが仕様発表後、ユーザーや業界からクレームが相次ぎ、PlayStation 4の仕様発表時には「ゲームは今まで通り遊べる」と発言しただけで会場から大歓声が起こっただけでなく、「PlayStation 4でゲームを貸し借りする方法」という動画を製作し、Xbox Oneとの違いを強調してきたことを受け、6月19日付のXbox One公式ブログ「Xbox Wire」で仕様の一部を以下に変更することを明らかにしている。
- 初回起動時のオンライン確認を済ませば、以降オンラインによる認証は不要だが、パッケージ版は認証のためにディスクを入れておく必要はある[141]。ディスクデータのインストール中はインターネット依存になる場合があるが、ディスクを入れたままにする。
- ソフト譲渡の認証・中古販売の制限は行わない[141]。
- クラウド上の購入したライブラリには、パッケージ版は含まれなくなり、10人までの家族間共有もなくなった。
- ダウンロード版はXbox 360と同様の仕組みである。

このため、工場出荷時の最初期のXbox Oneのみ旧DRMのシステムとなっているが、一度でも本体OSのアップデートをすることでそのDRMシステムは削除されてしまう。上記から9年後の2022年9月20日、更に仕様を変更しパッケージ版でソフトを起動する際、初回起動時のオンライン確認も不要になった。これにより、遠い将来Xboxサーバーが閉鎖された場合でもゲームを起動できる状態になった。ただし、スマートデリバリー対応ディスクの一部タイトルは初回時のみオンライン認証が今まで通り必要であり、ダウンロード版やXbox Game Pass、後方互換機能でのXbox 360、初代Xboxタイトルは常時オンライン認証が必要である。また、本体にサインインしたMicrosoftアカウントを「ホーム　Xbox」に設定すれば、サインアウトした後やオフラインの状態でDRM認証されたダウンロード作品も引き続きプレイすることが可能な状態になる。ただし、設定をバックアップせずに本体を初期化した場合はホーム Xboxが次回サインインするまで資格が消滅し、同一アカウントで一年に五回以上ホームXboxの本体を変更することもできない。ホーム Xboxに登録できない状態になっても、ゲームを起動する前にプレイしたいゲームを購入したアカウントで一度サインインし、再び元のアカウントにサインインすると他人のユーザーが購入したゲームも引き続きプレイできる状態になる。ただし、購入したアカウントのゲームが二つ以上の本体でサインインされて、なおかつどちらも「ホーム Xbox」に登録されていなかった場合、一台の本体でのみ一本のゲーム本編をプレイできる状態になり、二台で同一のゲームをプレイしようとすると片方のゲームが強制中断される。
また、リージョンコードによる制限もなくなったため、日本国内のハードで海外版ソフトをプレイすることが可能である。
ゲームソフトも北米・欧州のどちらで販売されていてもリージョンコードがなくなったが、DVDやBlu-ray Discには本体側に引き続きリージョンが記録されているため、日本国内のハードで海外版DVDなどを観るときには制限があり、国外のXboxハードを国内に輸入した場合でもDVD/Blu-rayのリージョンコードは変更できない。
なお、中華人民共和国本土で販売されるXbox OneやXbox Series X/Sは全ゲームにリージョンロックがかかるため、国際統一仕様ではない。

### Discordとの連携
2022年9月14日の本体アップデートによりXbox Series X/S、Xbox One本体でDiscordのボイスチャット機能が利用可能になった。この機能はDiscordアカウントとXboxアカウントを連携させDiscordを使い、スマホ等からXbox本体に転送することで実現された。また2022年11月16日の本体アップデートでXbox Series X/S、Xbox One本体から直接利用できるようになった。

### システムアップデート
Xbox One以降はWindows 8(2015年以降はWindows 10基準のバージョン)がOSに採用されたことで、システムアップデートもWindowsと同じメカニズムで行われるようになった。基本的に本体の起動時に更新データを受信すると警告画面が表示され、それ以前のバージョンをそのまま使う場合はオフラインでしか遊べない状態になる。従来のWindowsと同じ更新であるため、更新は「ダウンロード」、「検証(Vertify)」「適用(Apply)」、の三段階に分けて行われる。「適用」のステップに入る直前に必ずXbox Oneが再起動する。HDDを非公式に交換した場合などはOSのデータが消し飛んでしまうため、BIOS上でエラー画面が表示されるが、USBメモリなどを経由した「オフラインシステムアップデート（OSU)」を経由し、OSを再インストールすれば再びXbox Oneが使えるようになる。ただし、初期型Xbox Oneで2023年現在のOSに更新する場合、初期型の本体のバージョンによっては二回異なるデータでオフラインシステムアップデートを行う必要がある。これはOSのWindowsバージョンを8から10にしてからでないと最新のアップデートデータをインストールできない場合があるためである。通常のアップデートでは「OSU1」のファイルのみを使う必要があるが、この状況の場合、Xbox Oneの本体のバージョンが「6.2.9781.0」だった場合のみOSU3、それ以外でOSのバージョンが「6.2.11791.0」より前のOSだった場合はOSU2のデータを、OSU1のアップデート前にインストールさせる必要がある。アップデート時にUSBメモリからOSUが吸い出され、そのOSUのデータが本体に適合したものであった場合は本体の起動音が二回連続で鳴り、失敗した場合は起動音が一回だけ鳴る。また、本体の初期化も同じようにUSBメモリ内のデータのみで強制実行することが可能である。2023年現在はXbox Series X/SとXbox OneのOSデータは完全に同一のものとなっており、UIも全く同じものが使いまわされているが、使用できる機能に大幅な差がある。

## ゲームソフト
詳細は「Xbox Oneのゲームタイトル一覧」を参照。また、Xbox 360及び初代Xboxの後方互換対応タイトルも動作する。
さらにXbox One、次世代機であるXbox Series X/S、Xbox Oneともにリージョンフリーなため、地域設定を変えると海外ストアに入り海外版を簡単に買うことができる。。ダウンロード版ゲームの返品は購入時のゲームのリージョンを確認してから、マイクロソフト上の返金専用サイトを言語を変更しつつアクセスする必要がある。

## 各国と地域での発売日
| 発売日         | 国または地域 |
| -------------- | --- |
| 2013年11月22日 | アメリカ合衆国 カナダ メキシコ ブラジル イギリス アイルランド フランス ドイツ イタリア スペイン オーストリア オーストラリア ニュージーランド                                |
| 2014年9月2日   | チリ コロンビア |
| 2014年9月4日   | 日本 |
| 2014年9月5日   | ベルギー チェコ デンマーク フィンランド ギリシャ ハンガリー オランダ ノルウェー ポーランド ポルトガル サウジアラビア スロバキア スウェーデン スイス トルコ アラブ首長国連邦 |
| 2014年9月15日  | イスラエル |
| 2014年9月23日  | 韓国 台湾 香港 シンガポール インド |
| 2014年9月26日  | ロシア |
| 2014年9月29日  | 中国 |